# Лагутин, Юрий Васильевич
Юрий Васильевич Лагутин (15 февраля 1949, Запорожье, Украинская ССР, СССР, — 30 апреля 1978, там же) — советский гандболист, заслуженный мастер спорта СССР (1976).

## Биография
Воспитанник тренера Ефима Полонского. Выступал на позиции разыгрывающего за команду ЗИИ (Запорожье), а с 1976 года — за СКА (Киев).
Выступал в составе сборной СССР на Олимпийских играх 1972 года в Мюнхене. Сборная СССР тогда заняла пятое место; Лагутин участвовал в трех матчах и забил четыре мяча.
Вошёл в состав сборной и на следующей Олимпиаде 1976 года в Монреале, где сборная СССР завоевала золотую медаль. Лагутин сыграл один матч, в котором забил три мяча и получил тяжелую травму спины.
Всего в составе сборной СССР провел 92 матча, забросив 212 мячей.
Награждён медалью «За трудовую доблесть».
Умер в 1978 году после тяжёлой болезни, вызванной травмой спины.
С 1982 года в Запорожье проходит международный мемориал по гандболу памяти Юрия Лагутина.